# Bouvelinghem
Bouvelinghem (niederländisch Bovelingem) ist eine französische Gemeinde mit 255 Einwohnern (Stand: 1. Januar 2022) im Département Pas-de-Calais in der Region Hauts-de-France. Sie gehört zum Arrondissement Saint-Omer und zum Kanton Lumbres.

## Geographie
Die Gemeinde Bouvelinghem liegt im Regionalen Naturpark Caps et Marais d’Opale, etwa 15 Kilometer westlich von Saint-Omer. Nachbargemeinden von Bouvelinghem sind Quercamps im Norden und Nordosten, Acquin-Westbécourt im Osten, Seninghem im Süden, Coulomby im Südwesten sowie Alquines im Westen und Nordwesten.

## Bevölkerungsentwicklung
| Jahr                       | 1962 | 1968 | 1975 | 1982 | 1990 | 1999 | 2006 | 2013 | 2022 |
| -------------------------- | ---- | ---- | ---- | ---- | ---- | ---- | ---- | ---- | ---- |
| Einwohner                  | 183  | 155  | 179  | 158  | 162  | 142  | 152  | 228  | 255  |
| Quellen: Cassini und INSEE |      |      |      |      |      |      |      |      |      |

## Sehenswürdigkeiten

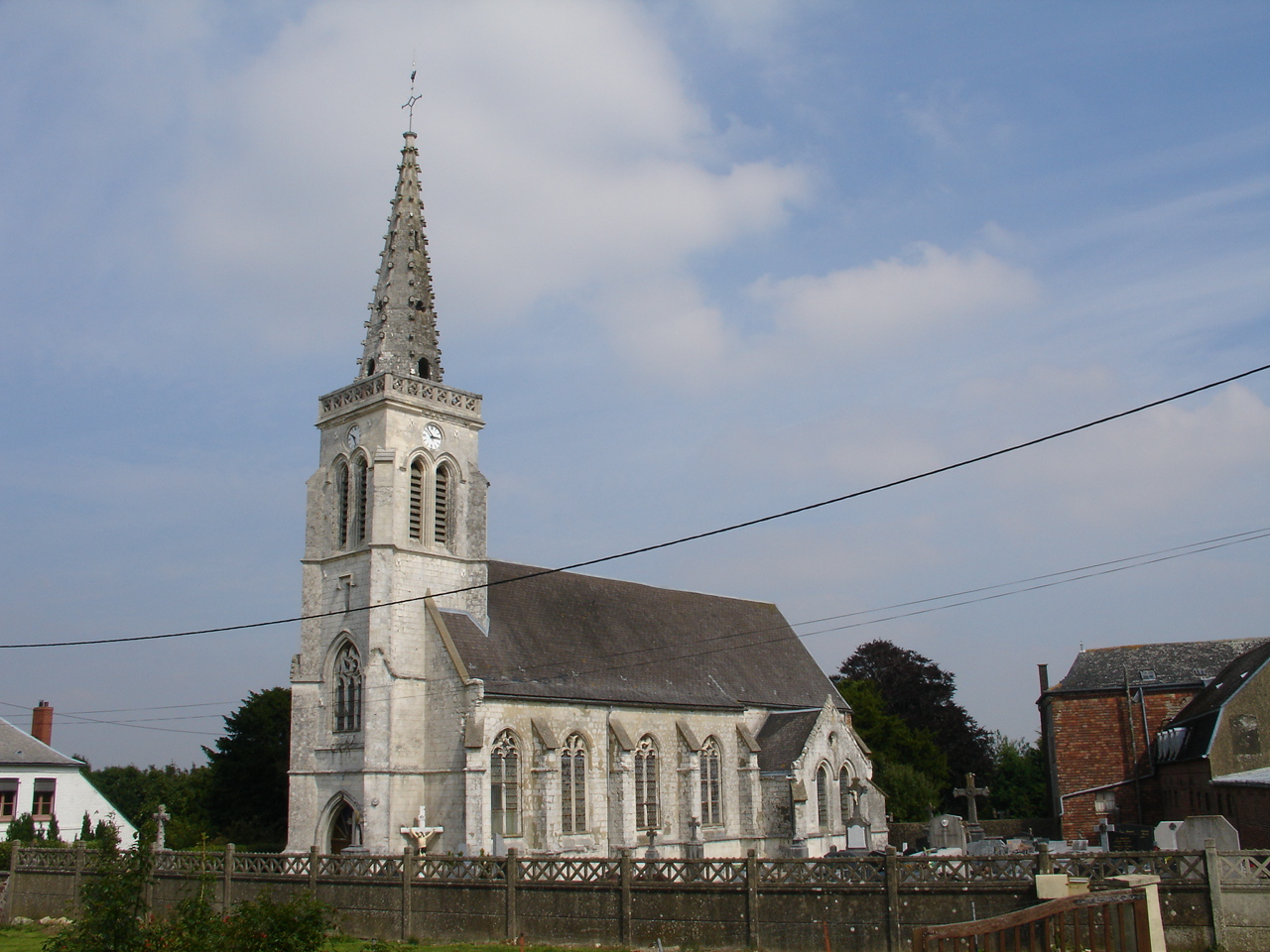
Kirche Notre-Dame-de-l'Assomption
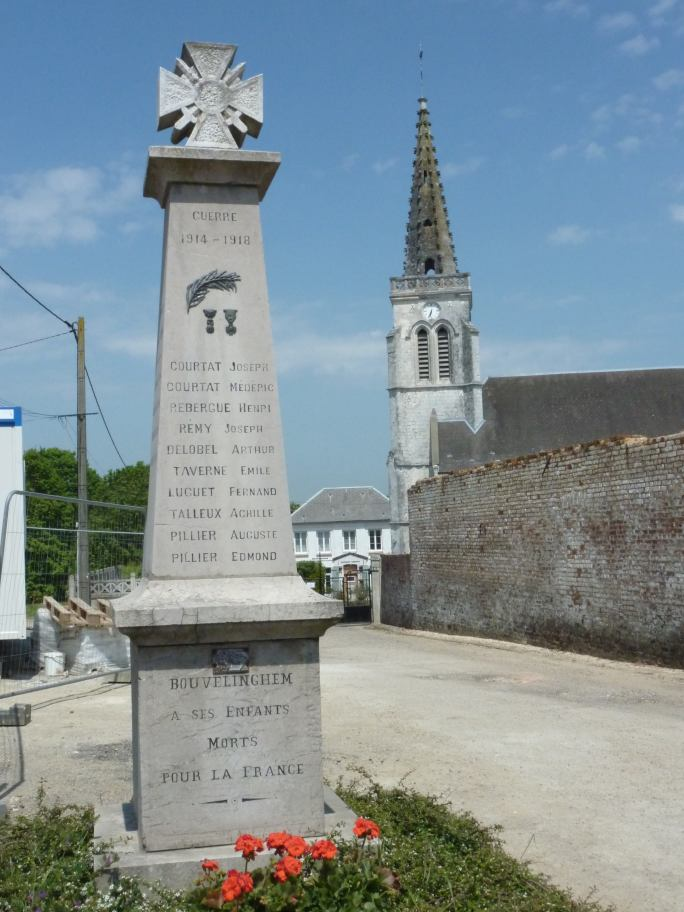
Schloss

- Kirche Notre-Dame-de-l'Assomption
- Gefallenendenkmal